# Силы (ангельский чин)
Си́лы (ср.-греч. δυνάμεις, лат. virtutes) — один из ангельских чинов. Силы входят во вторую часть иерархии ангелов вместе с Господствами и Властями, пятый ангельский чин.
В ветхозаветных книгах Силы не упоминаются. Они упомянуты в послании к Римлянам (8:38) и в послании Ефесянам (1:21).
Согласно Дионисию Ареопагиту, их имя означает могущественное и непреоборимое мужество, отражающееся во всех их действиях, для того, чтобы удалять от себя всё то, что могло бы уменьшить и ослабить Божественные озарения, им даруемые, они неуклонно взирают на высочайшую и всеукрепляющую Силу, и, сколько возможно, по своим силам становятся Её образом, к низшим силам богоподобно нисходящие для сообщения им могущества.
Церковь празднует Силы 8 ноября вместе с собором ангелов и архангелов и другими бесплотными силами.